# José Gómez Campaña
José Gómez Campaña (Sevilla; 31 de maig de 1993) és un futbolista professional andalús que juga com a migcampista organitzador i actualment pertany a la UD Las Palmas de la Primera Divisió espanyola.
Formaat al Sevilla FC, amb el qual va participar en 24 partits, va passar a representar principalment el Llevant UE després de fitxar-hi el 2016. També ha jugat a clubs d'Anglaterra, Alemanya i Portugal.